# Gestohlene Ihna
Die Gestohlene Ihna (poln. Pęzinka) ist ein 28,78 km langer, linker Nebenfluss des Großen Krampehl (Krępiel).

## Verlauf
Der Fluss fließt durch die Stadt Dobrzany (Jacobshagen) und die Dörfer Barzkowice, Sulino und Pęzino. In der Nähe des Dorfes Bütow (Bytowo) werden etwa 50 % der Wassermenge der Ihna in die Gestohlene Ihna geleitet. Auf halber Strecke bildet der Fluss im Süden von Jakobshagen den Mühlenteich. Im zweiarmigen Lauf fließt er in den Saatziger See (Jezioro Szadzko). In Pansin mündet er unterhalb des Schlosses in den Großen Krampehl (Krępiel).